# Tele Domingo
Teledomingo foi uma revista eletrônica exibida pela RBS TV, afiliada da Rede Globo no Rio Grande do Sul, sendo exibido entre 2 de novembro de 1997 e 18 de janeiro de 2015 nas noites de domingo, logo após o Fantástico. Apresentava matérias sobre fatos ocorridos durante o dia e a semana, além de quadros como a "Previsão do Tempo".

## História
Exibia, em 30 minutos, um resumo das notícias do dia e da semana no RS, além de trazer reportagens especiais e bom humor.
Era apresentado por Daniela Ungaretti desde abril de 2013. Já passaram pela apresentação os jornalistas Régis Rösing, Paola Vernareccia, Regina Lima e Tulio Milman. Eventualmente, Patrícia Cavalheiro apresentava o programa. A ancoragem da Previsão do Tempo ficava a cargo de Gabriela Bordasch e eventualmente Cristiane Silva e Camila Martins.
Em setembro de 2012, o programa passou por uma reformulação total e começou a ser ancorado pela jornalista Maíra Gatto, que antes era repórter do Grupo RBS em Brasília. Na reformulação o programa ganhou novo logotipo e vinheta, nas cores azul e amarela, desenvolvidos por Carlos Porto e Sandré Sarreta e novo cenário virtual, desenvolvido por Gustavo Bülow e Felipe Linck.
A última edição do programa foi ao ar no dia 18 de janeiro de 2015, por decisão da Rede Globo, para forçar a exibição do Big Brother Brasil mais cedo e acomodar o novo programa, Planeta Extremo, na grade dominical. No estado de Santa Catarina, a RBS TV exibia no mesmo horário o programa Estúdio SC, também extinto no mesmo dia.